# Bellota
La bellota (del árabe ballūta, y éste probablemente del griego "βαλανωτή" ,encina) o lande es un fruto característico de las especies del género Quercus (fam. Fagaceae).
Dentro de este género, hay numerosas especies arbóreas que dan bellotas como el roble, la encina, el alcornoque, el quejigo y el melojo. Esos frutos son los preferidos por las ardillas.
Para que la bellota pueda ser utilizada para el consumo humano, estas deben de ser previamente procesadas para eliminar y/o neutralizar los taninos (o ácido tánico) los que otorgan un sabor amargo a la bellota y es tóxico para los humanos; por ello se prefiere y recomienda el consumo sólo de las variedades más dulces, las cuales presentan una menor concentración de taninos. La bellotas se consumen crudas o tostadas, y a partir del fruto también se elabora licor.

## Usos

### Gastronomía

#### Alimento para especies comestibles

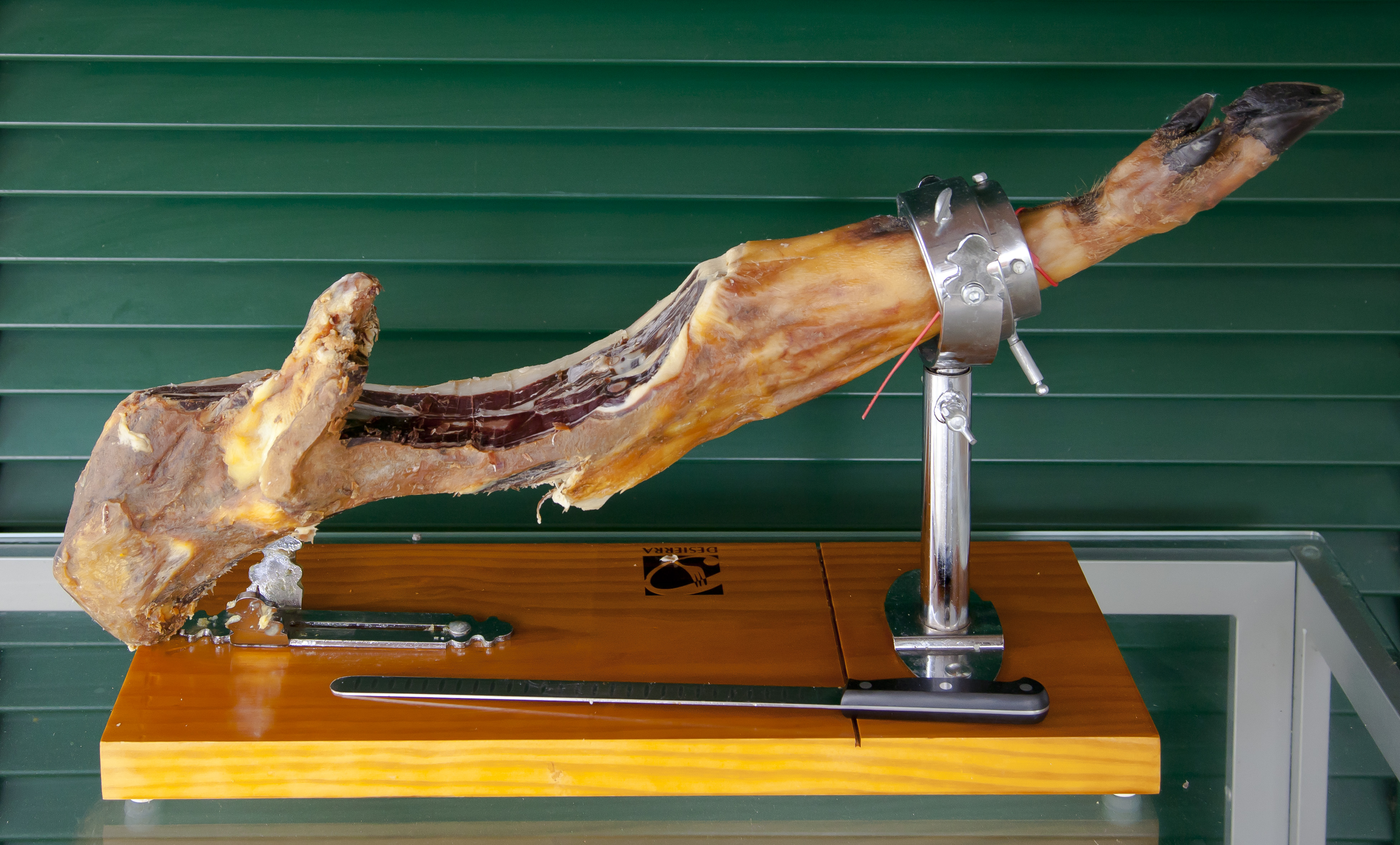
Jamón ibérico de bellota.

Dado el alto contenido nutritivo de las bellotas, destaca su uso en la alimentación de cerdos y Jabalíes. En Extremadura y Andalucía los cerdos pastan por las dehesas aprovechando las bellotas caídas, mientras las cabras frecuentemente trepan a los árboles buscándolas.
Mención especial al respecto merece, en la gastronomía de España y la gastronomía de Portugal, el jamón ibérico de bellota. Jamón ibérico de bellota, o terminado en «bellota», animal que se cría en dehesa, recibe una alimentación a base de hierbas y piensos (cereales y leguminosas), y en el período de montanera (engorde) (unos 2, 3 o hasta 4 meses entre noviembre y marzo) se alimenta de bellotas y pastos, alcanzando el peso óptimo de sacrificio.
En las encinas de la península ibérica se diferencian dos subespecies utilizadas para este fin: (Quercus ilex subsp. ilex) y (Quercus ilex subsp. ballota) que tienen ligeras diferencias morfológicas y fisiológicas lo que se traduce en unos frutos diferentes, con bellotas más alargadas amargas en la primera planta y bellotas más redondeadas y dulces en la segunda. En Sudamérica destaca otra especie similar Beilschmiedia miersii (denominada "Belloto" del Norte Chileno), la cual debido a su "similitud" de sus bellotas, fue utilizada igualmente para la alimentación de los cerdos.

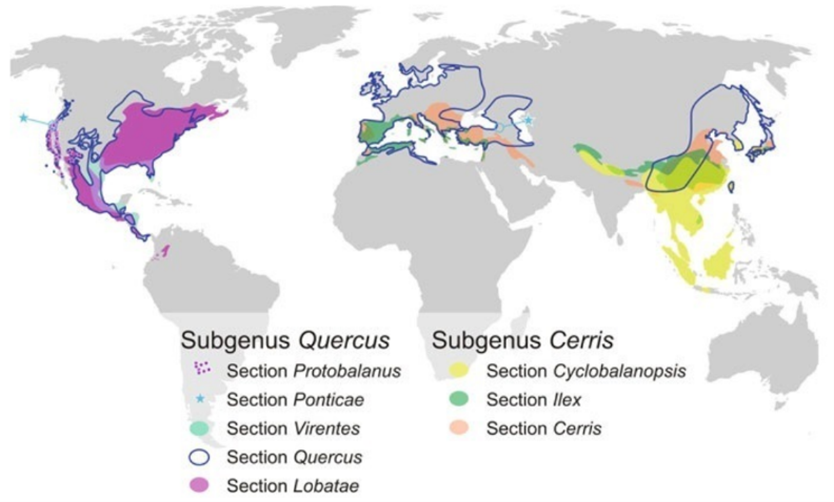
Distribución geográfica de las ocho secciones de Quercus en todo el globo terráqueo alrededor de la franja templada. Datos de distribución de Browicz y Zieliński (1982), Menitsky (1984), Costa Tenorio et al. (2001), Deng (2007), Fang et al. (2009) y Manos (2016).

#### Consumo humano

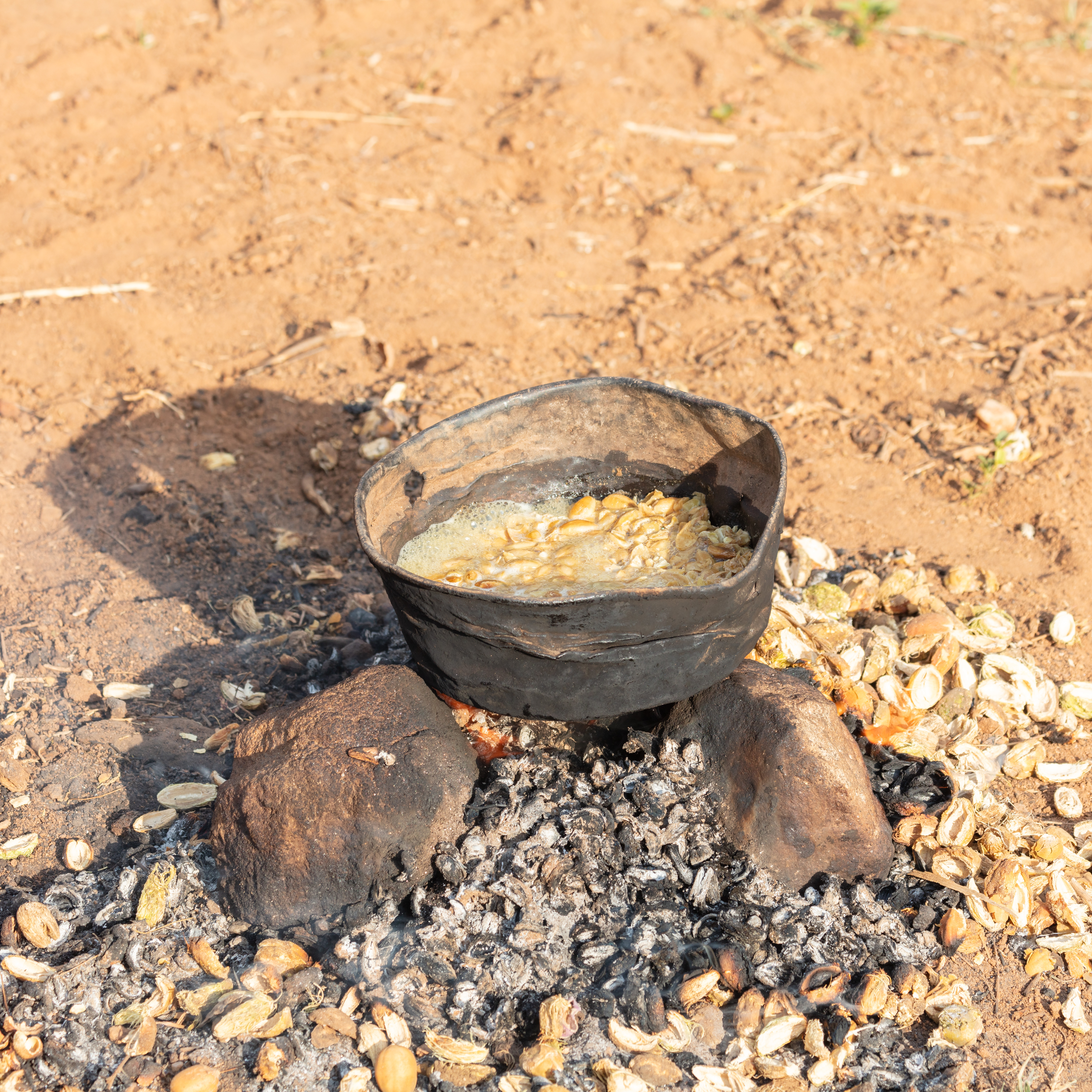
Cocido de bellotas en Sudán del Sur.

La bellota es un fruto que forma parte de la vegetación arbórea de los bosques templados alrededor del mundo. La bellota como fruto está compuesto por un alto contenido en hidratos de carbono y grasas de alta calidad nutricional, por lo que ha sido inevitable el repetido el consumo de este fruto por las sociedades de homínidos en toda la franja templada. Para que la bellota pueda ser utilizada para el consumo humano, esta debe de ser previamente procesada para eliminar o neutralizar los taninos (o ácido tánico), los que otorgan un sabor amargo a la bellota y es tóxico para los humanos; por ello se prefiere y recomienda el consumo sólo de las variedades más dulces, las cuales presentan una menor concentración de taninos. Las bellotas se consumen crudas o tostadas, y a partir del fruto también se elabora licor.
Ya era consumida en la península ibérica por los homínidos desde hace 300 000 años según las recientes investigaciones en el famoso Yacimiento de Atapuerca, Burgos, entre otros aspectos por la eficiencia energética de su recolección en comparación con el coste energético que suponía la caza. Avanzando temporalmente hace aproximadamente 12 000 años se encuentran las primeras evidencias de la recolección de bellotas en las pinturas rupestres ubicadas en el área circunmediterránea procedentes de la fachada levantina en una de las cuevas de Alcoy, se encuentran otras cuevas como Tossal de la Roca en Alicante, junto con Roc del Migdia y el Cingle Vermell en Barcelona.

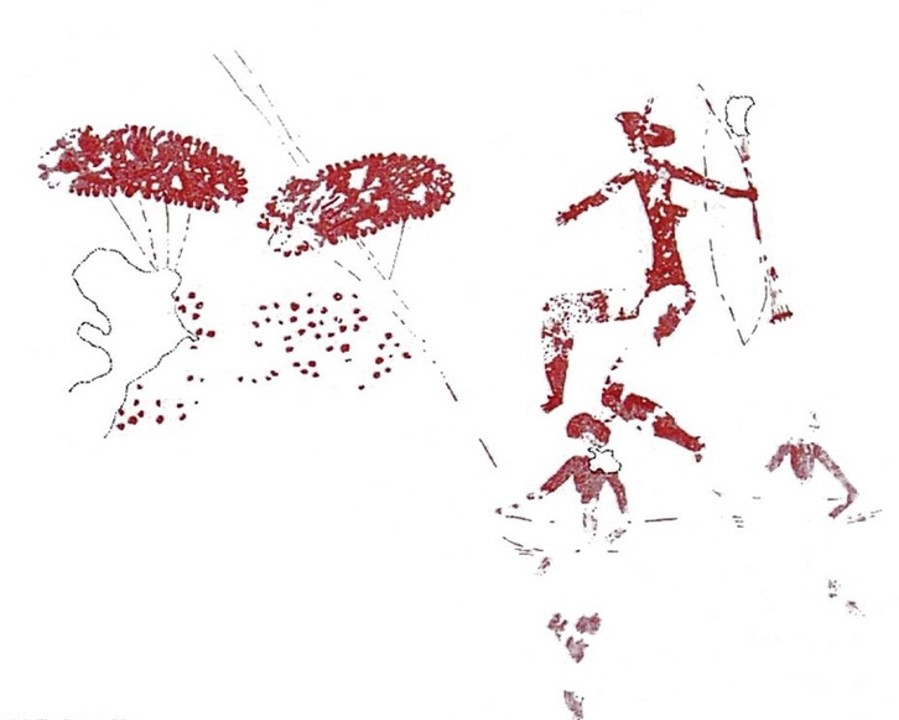
Pinturas rupestres datadas de hace años ubicadas en la cueva Abrigo de La Sarga, en Alcoy, España. Se observa una de las primeras representaciones de la recolección de bellotas para el abastecimiento alimentario de las tribus íberas en el área circunmediterránea.

De forma más reciente desde el Neolítico, hace unos 7000 años BP pasando por la Edad del Cobre y del Bronce hasta la Edad del Hierro hace unos 2100 años BP se encuentran 42 yacimientos de pueblos íberos distribuidos por toda la cuneca mediterránea en la península ibérica en los que la base de su dieta era la bellota; encontrando evidencias irrefutables: macro restos de bellotas almacenados en vasijas tanto en zonas propias domésticas cerca de los hornos de preparación del pan, así como objeto de ofrenda en las necrópolis. También se han encontrado utensilios como piedras de molienda especializadas en la molienda de las bellotas para la elaboración del pan.
Los vacceos y otros pueblos del centro y norte de la Iberia prerromana obtenían harina panificable de ellas. Así lo sostenía Estrabón en sus escritos sobre los pueblos del norte de la península ibérica:

Los montañeses, durante dos tercios del año, se alimentan de bellotas de encina, dejándolas secar, triturándolas y fabricando con ellas un pan que se conserva un tiempo.

## Especies que tienen bellotas en la península ibérica

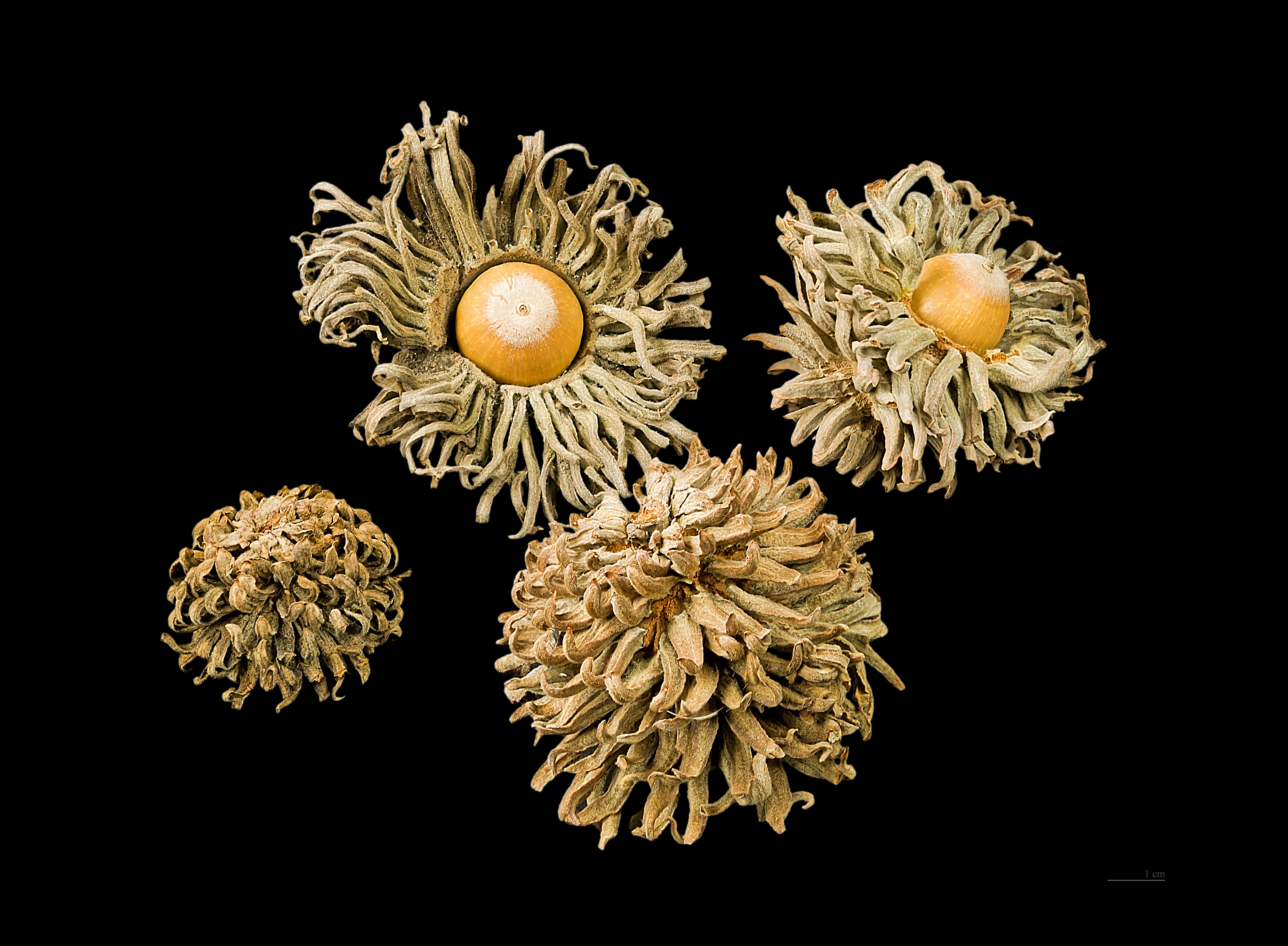
Quercus ithaburensis ssp.macrolepis

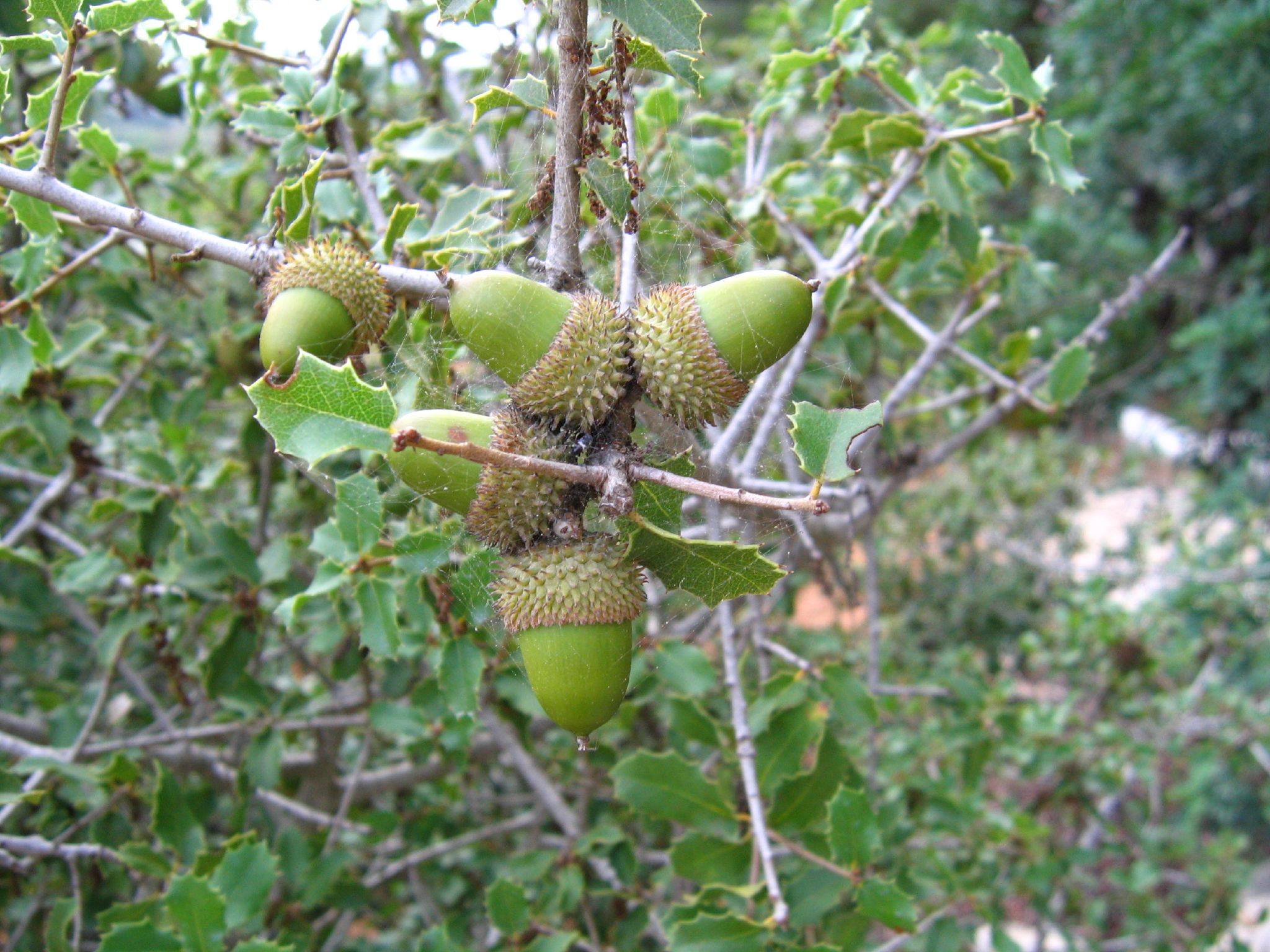
Bellotas de coscoja en España.

### Bellota
- Quercus canariensis
- Quercus coccifera
- Quercus faginea
- Quercus humilis
- Quercus ilex
- Quercus ilex subsp. ballota
- Quercus petraea
- Quercus pyrenaica
- Quercus robur
- Quercus suber

Incluyendo los posibles híbridos (véase hibridaciones en la península ibérica en quercus)

### Bellota coscoja
- Quercus coccifera

### Bellota de lana
- Polypogon monspeliensis

### Bellota dulce
- Quercus ilex subsp. ballota

### Bellotas
- Quercus ilex subsp. ballota

### Bellotas bordes
- Quercus coccifera
- Quercus microphylla (Née.) es una especie de interés ecológico, ya que crece en sitios de baja precipitación, con suelos degradados y pobres; la especie ayuda a disminuir la erosión y es buena formadora de suelo.[cita requerida]

### Bellotas brevas
- Quercus suber

### Bellotas martinencas
- Quercus suber

### Bellotas medianas
- Quercus suber

### Bellotas migueleñas
- Quercus suber

### Bellotas palomeras
- Quercus suber

### Bellotas primerizas
- Quercus suber

### Bellotas segunderas
- Quercus suber

### Bellotas tardías
- Quercus suber[10]

## Historia y mitología
Pelasgo mereció el reconocimiento de los arcadios por haberles enseñado a comer bellotas en lugar de hierbas silvestres.
Bellota es uno de los frutos que Circe dio para alimentarse a los compañeros de Ulises, transformados en cerdos.
Todos los árboles que llevaban bellotas estaban consagrados a Júpiter, en especial el nogal, llamado juglans derivado de Jovis juglans (bellotas de Júpiter).